# سیارک ۷۱۱۰
سیارک ۷۱۱۰ (به انگلیسی: 7110 Johnpearse، نامگذاری:1983XH1) هفت هزار و صد و دهمین سیارک کشف شده‌است که در ۷ دسامبر ۱۹۸۳ کشف شد.
قدر مطلق سیارک برابر ۴۲.۶ است.